# Vicugna
Vicugna is een geslacht van kameelachtigen (Camelidae), de enige familie binnen de onderorde eeltpotigen (Tylopoda) van de orde evenhoevigen (Artiodactyla).
Het geslacht bestaat uit twee soorten: 
- Vicugna pacos – Alpaca
- Vicugna vicugna – Vicuña